# (1373) Cincinnati
(1373) Cincinnati ist ein Asteroid des äußeren Hauptgürtels, der am 30. August 1935 vom US-amerikanischen Astronomen Edwin Hubble am kalifornischen Mount-Wilson-Observatorium entdeckt wurde. 
Benannt wurde der Asteroid nach dem Cincinnati-Observatorium, dessen Mitarbeiter die meisten Orbit-Berechnungen durchführten.
An die Helligkeitskurve des Asteroiden lässt sich ein Signal mit einer Periode von 5,3 Stunden anpassen, wobei es sich aufgrund der Form der Kurve allerdings um einen Doppelasteroiden handeln könnte.